# Rolf Niedermeier
Rolf Niedermeier (* 21. Juli 1966 in München; † 19. März 2022) war ein deutscher Informatiker und Hochschullehrer.

## Leben und Wirken
Rolf Niedermeier studierte von 1991 bis 1994 Informatik und Mathematik an der Technischen Universität München und von 1994 bis 1997 an der Eberhard Karls Universität Tübingen, wo er 1996 bei dem Informatiker Klaus-Jörn Lange promovierte. 1998 hielt er sich zu einem Postdoc-Studienaufenthalt an der Karls Universität Prag auf. Von 1999 bis 2004 war er dann an der Universität Tübingen als wissenschaftlicher Assistent tätig und habilitierte sich dort. Im Jahre 2004 übernahm er eine Professur für Theoretische Informatik an der Universität Jena. Von 2010 bis zu seinem frühen Tod 2022 hatte er eine Professur für Algorithmen und Komplexitätstheorie an der Technischen Universität Berlin inne. 

## Veröffentlichungen (Auswahl)
- Towards realistic and simple models of parallel computation. Dissertation Universität Tübingen 1996.
- Invitation to fixed-parameter algorithms (= Oxford lecture series in mathematics and its applications, Bd. 31). Oxford University Press, Oxford 2006, ISBN 0-19-856607-7 (= Habilitationsschrift Universität Tübingen).
- (Hrsg., mit Martin Grohe): Parameterized and exact computation (= Lecture notes in computer science, Bd. 5018). Springer, Heidelberg 2008, ISBN 3-540-79722-X.

Außerdem zahlreiche Aufsätze in Fachzeitschriften und Reports verschiedener Universitäten.